# Triaenodes uvidus
Triaenodes uvidus là một loài Trichoptera trong họ Leptoceridae. Chúng phân bố ở miền Australasia.